# Мурадян, Игорь Маратович
Игорь Маратович Мурадян (арм. Իգոր Մարատի Մուրադյան; 29 апреля 1957 Одесса, УССР — 17 июня 2018) — армянский политолог и общественный деятель. Один из основателей Карабахского движения, лидер Комитета «Карабах» наряду с Зорием Балаяном, Сильвой Капутикян и Виктором Амбарцумяном. В 1988 году отошел от его руководства.

## Биография
Игорь Маратович Мурадян родился 29 апреля 1957 года в Одессе Украинской ССР. Вырос в Баку, где на тот период проживало много армян. Окончил факультет промышленной экономики Московского института народного хозяйства имени Плеханова с квалификацией экономиста. Кандидат экономических наук. Работал во Всесоюзном экономико-плановом институте при Госплане АрмССР старшим научным сотрудником. В 1990-1995 гг. был депутатом Верховного Совета Армении. Был членом Постоянной комиссии по обороне и внутренним делам, депутатской группы «Свободный парламентарий», председателем депутатской группы клуба «Наследие». Работал президентом благотворительной компании «Теван».
Умер 17 июня 2018 года в Ереване, Республика Армения.
Посмертно награжден званием Герой Арцаха.